# 파트리크 펨베르톤
파트리크 알베르토 펨베르톤 베르나르드(스페인어: Patrick Alberto Pemberton Bernard, 1982년 4월 24일 ~ )는 코스타리카의 축구 선수이다. AD 산 카를로스와 코스타리카 축구 국가대표팀에서 뛰고 있다.